# لي قوانغ بين
لي قوانغ بين (و. 1936 م) هو مستعرب ومترجم وشاعر ، من أهل الصين.
حصل بين على ليسانس في اللغة الإنكليزية، وبكالوريوس في اللغة العربية من جامعة بكين و هو عضو بمجمع اللغة العربية بالقاهرة. عمل في السفارة الصينية بالكويت 1971 ، وعُمان 1979 ، وصنعاء 1981 ، ويعمل حاليا مترجماً في السفارة الكويتية لدى الصين.

## مؤلفاته
باللغة الصينية
- سبع لآلئ في بحر النفط
- رحلة إلى اليمن
- موجز أحوال سلطنة عُمان
- السعودية: إنجازاتها العظيمة في تطوير اقتصادياتها.

ترجمات من العربية إلى الصينية
- تاريخ الكعبة
- رحلة ابن بطوطة
- سيرة سيف بن ذي يزن
- مجموعة دواوين سعاد الصباح
- الكويت حقائق وأرقام

ترجمات إلى العربية
- مؤلفات ماوتسي تونج